# 1993 au cinéma
| Années du cinéma : 1990 - 1991 - 1992 - 1993 - 1994 - 1995 - 1996    |
| Décennies du cinéma : 1960 - 1970 - 1980 - 1990 - 2000 - 2010 - 2020 |

Cet article présente les faits marquants de l'année 1993 au cinéma.

## Principales sorties en salles en France
- Aladdin
- À cause d'elle
- À l'heure où les grands fauves vont boire
- À toute épreuve
- Action mutante
- Au nom du père
- Cliffhanger : Traque au sommet
- Jurassic Park
- Last Action Hero
- L'Étrange Noël de monsieur Jack
- Les Valeurs de la famille Addams
- Les Visiteurs
- Un jour sans fin
- L'Extrême Limite
- Germinal
- Mediterraneo
- Hoffa
- Le Temps d'un week-end
- Sister Act 2

## Festivals

### Cannes
- La Leçon de piano de Jane Campion et Adieu ma concubine de Chen Kaige remportent la Palme d'or au Festival de Cannes.

### Autres festivals
- 43e Festival international du film de Berlin
- 13e Festival international de films de femmes de Créteil
- 20e Festival du film de Paris
- 11e Festival du film policier de Cognac
- 17e Festival international du film d'animation d'Annecy
- 50e Mostra de Venise
- 19e Festival du cinéma américain de Deauville
- 12e édition du Festival panafricain du cinéma et de la télévision de Ouagadougou (Fespaco)
- 3e édition du Festival du cinéma africain de Milan

Hailé Gerima (Éthiopie/États-Unis) obtient le prix du meilleur long métrage pour Sankofa, un film sur l'esclavage.
- 7e Festival international de films de Fribourg (FIFF)

Le festival reçoit le label de la Décennie mondiale du développement culturel de l'UNESCO.
- 1er Festival du cinéma russe à Saint-Raphaël

## Récompenses

### Oscars
- Meilleur film : La Liste de Schindler de Steven Spielberg
- Meilleure actrice : Holly Hunter, la Leçon de piano
- Meilleur acteur : Tom Hanks, Philadelphia
- Meilleur second rôle féminin : Anna Paquin, La Leçon de piano
- Meilleur second rôle masculin : Tommy Lee Jones, Le Fugitif
- Meilleur réalisateur : Steven Spielberg, La Liste de Schindler
- Meilleur film étranger : Belle Époque (Espagne), Fernando Trueba

### Césars
- Meilleur film : Les Nuits fauves de Cyril Collard
- Meilleur réalisateur : Claude Sautet pour Un cœur en hiver
- Meilleur acteur : Claude Rich dans Le Souper
- Meilleure actrice : Catherine Deneuve dans Indochine
- Meilleur second rôle masculin : André Dussollier dans Un cœur en hiver
- Meilleur second rôle féminin : Dominique Blanc dans Indochine
- Meilleur film étranger : Talons aiguilles de Pedro Almodóvar

### Autres récompenses
- Prix Louis-Delluc : Smoking / No Smoking d'Alain Resnais
- Prix Romy-Schneider : Elsa Zylberstein
- Prix Jean-Vigo : Les histoires d'amour finissent mal... en général, d'Anne Fontaine
- Au nom du Christ, de Gnoan Roger M'Bala (Côte d'Ivoire) obtient le grand prix (Étalon de Yennenga) au festival panafricain du cinéma et de la télévision de Ouagadougou

## Box-office

### France
| Class.                    | Titre         | Pays       | Réalisateur               | Box-Office France  |
| ------------------------- | ------------- | ---------- | ------------------------- | ------------------ |
| 1.                        | Les Visiteurs | France     | Jean-Marie Poiré          | 13 782 853 entrées |
| 2.                        | Aladdin       | États-Unis | John Musker, Ron Clements | 7 414 324 entrées  |
| 3.                        | Jurassic Park | États-Unis | Steven Spielberg          | 6 553 566 entrées  |
| 4.                        | Germinal      | France     | Claude Berri              | 6 161 776 entrées  |
| 5.                        | Le Fugitif    | États-Unis | Andrew Davis              | 3 536 519 entrées  |
| Source :cbo-boxoffice.com |               |            |                           |                    |

### États-Unis
1. Jurassic Park : 357 067 947 $
2. Madame Doubtfire : 219 195 243 $
3. Le Fugitif : 183 875 760 $

## Naissances
- 3 juillet : Vincent Lacoste
- 16 juillet : Lucie Bourdeu
- 22 novembre : Adèle Exarchopoulos
- 11 décembre : Yalitza Aparicio
- 13 décembre : Jules Angelo Bigarnet
- Date précise inconnue :
  - Bertille Zénobie Estramon, réalisatrice française, active à Bruxelles.

## Principaux décès

### Premier trimestre
- 20 janvier : Audrey Hepburn, actrice (° 1929).
- 11 février : Joy Garrett, actrice (° 1945).
- 27 février : Lillian Gish, actrice (° 1893).
- 28 février : Ruby Keeler, chanteuse et actrice (° 1909).
- 5 mars : Cyril Collard, réalisateur, acteur, compositeur, scénariste (° 1957).
- 17 mars : Helen Hayes, actrice (° 1900).
- 31 mars : Brandon Lee, acteur (° 1965).
- 17 avril : Nikolaï Krioukov, acteur soviétique, (° 8 juillet 1915).
- 13 mai : Wolfgang Ray Werner, réalisateur et scénariste autrichien.

### Deuxième trimestre
- 9 juin : Alexis Smith, actrice (° 1921).
- 30 juin : George McFarland, acteur (° 1928).

### Troisième trimestre
- 2 juillet : Fred Gwynne, acteur (° 1926).
- 9 juillet : Will Rogers Jr., acteur.
- 16 août : Stewart Granger, acteur (° 1913).
- 12 septembre : Raymond Burr, acteur (° 1917).
- 28 septembre : Galina Makarova, actrice (° 1993).

### Quatrième trimestre
- 10 octobre : John Bindon, acteur.
- 25 octobre : 
  - Vincent Price, acteur (° 1911).
  - Maria Kapnist, actrice soviétique (° 22 mars 1914).
- 31 octobre : Federico Fellini, réalisateur (° 1920).
- 31 octobre : River Phoenix, acteur (° 1970).
- 15 novembre : Fritz Feld, acteur (° 1900).
- 26 novembre : Grande Otelo, acteur et producteur (° 1915).
- 6 décembre : Don Ameche, acteur (° 1908).
- 14 décembre : Myrna Loy, actrice (° 1905).
- 18 décembre : Sam Wanamaker, acteur et réalisateur (° 1919).
- 22 décembre : Sylvia Bataille, actrice (° 1908).